# 乌伊岭区
乌伊岭区是黑龙江省伊春市曾经存在的一个区。
2019年7月伊春市行政区划调整，乌伊岭区并入新成立的汤旺县。

## 行政区划
乌伊岭区下辖12个类似乡级单位：乌伊岭镇、汤旺河镇、汤旺河林业局和乌伊岭林业局。
2016年前，乌伊岭区还辖有1个街道（乌伊岭街道），伊政函【2016】96号文件撤销乌伊岭街道办事处，下辖地区由乌伊岭区直辖。